# Església de Sant Vicenç de Carcassona
L'església de Sant Vicenç és un temple catòlic situat a la bastida Sant Lluís de la ciutat de Carcassona, al departament francès de l'Aude. És una església d'estil gòtic llenguadocià.

## Història
Fins al 1247 Carcassona estava formada per la Ciutat i els dos pobles que l'envoltaven. La primera església dedicada a Sant Vicenç la van construir al nord de la Ciutat, mentre que al sud hi havia la dedicada a Sant Miquel. Van ser enderrocades durant el setge de Carcassona de 1240, quan Ramon II Trencavell va intentar recuperar la ciutat. Set anys més tard, el rei Lluís IX de França va ordenar la construcció d'una nova ciutat a la riba esquerra del riu. L'hauran de compartir dues parròquies: al sud, Sant Miquel i al nord, Sant Vicenç seguint, així, l'antiga topografia.

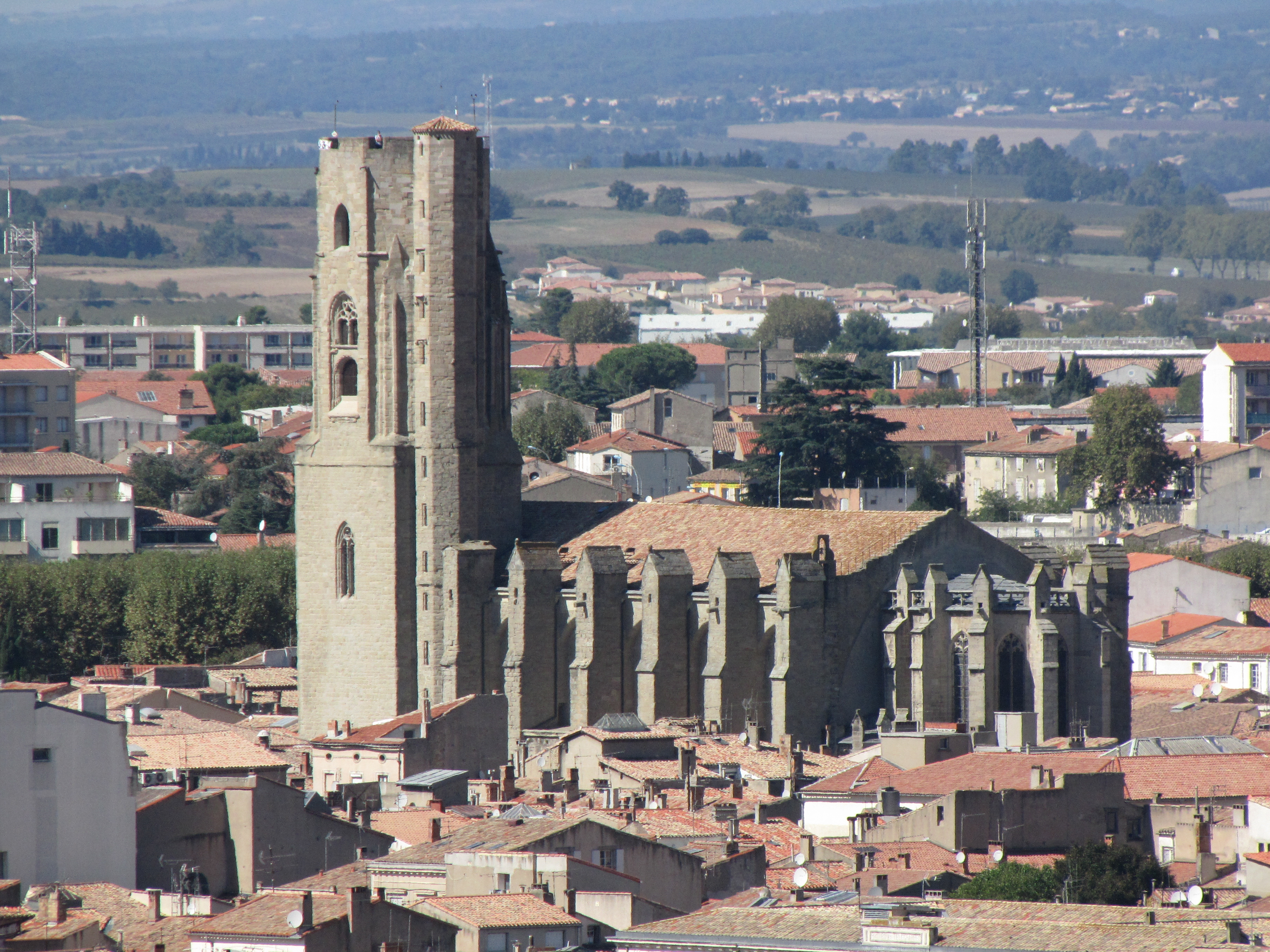
L'església vista des del nord-oest de les muralles del castell.

En aquest nou poble que s'estén seguint una quadrícula, la nova església de Sant Vicenç es va fer aviat petita i l'any 1308 el rei Felip IV va autoritzar la compra de quatre domunculas per a poder ampliar o, més ben dit, reconstruir l'església. Contràriament al que era habitual, l'obra es va iniciar amb la part de ponent, és a dir, amb el porxo i la nau a la dècada de 1320 i el cor no s'acabaria fins a finals del segle XIV. La manca de documentació no ens permet conèixer tota la seva història.
La seva torre va servir com a talaia durant el segle XVI i va haver de ser restaurada després de rebre canonades durant les guerres de religió. L'any 1794, durant la Revolució, va ser transformada en foneria per a fabricar carros d'artilleria. S'hi van instal·lar set grans fargues dobles a les capelles i dues fargues simples a l'absis. A petició de la població, es va tornar al culte el 26 d'agost de 1795.
No va ser fins a l'any 1871 que s'hi van realitzar els primers treballs de restauració. L'any 1905, tal com preveu la nova llei de separació de l'Església i l'Estat, s'havia de fer un inventari dels béns de l'església. Tant els feligresos com el capellà, l'abat Peyre, van fer tot el possible perquè això no passés. La porta es va haver d'obrir amb una destral perquè hi poguessin entrar els funcionaris, que es van haver d'enfrontar un cop dins a la protesta silenciosa de molts feligresos que hi havien passat la nit. Finalment es va suspendre l'inventari. Per commemorar aquest acte, els feligresos van recollir trossos de la porta i van fer una mena de mural.
L'església, propietat de la ciutat de Carcassona, està classificada com a monument històric pel decret de 19 de desembre de 1907.
L'any 2018 es va iniciar una important campanya de restauració del monument, finançada per l'Ajuntament, l'Estat, la Regió i el Departament.

## Descripció de l'edifici

### Exterior

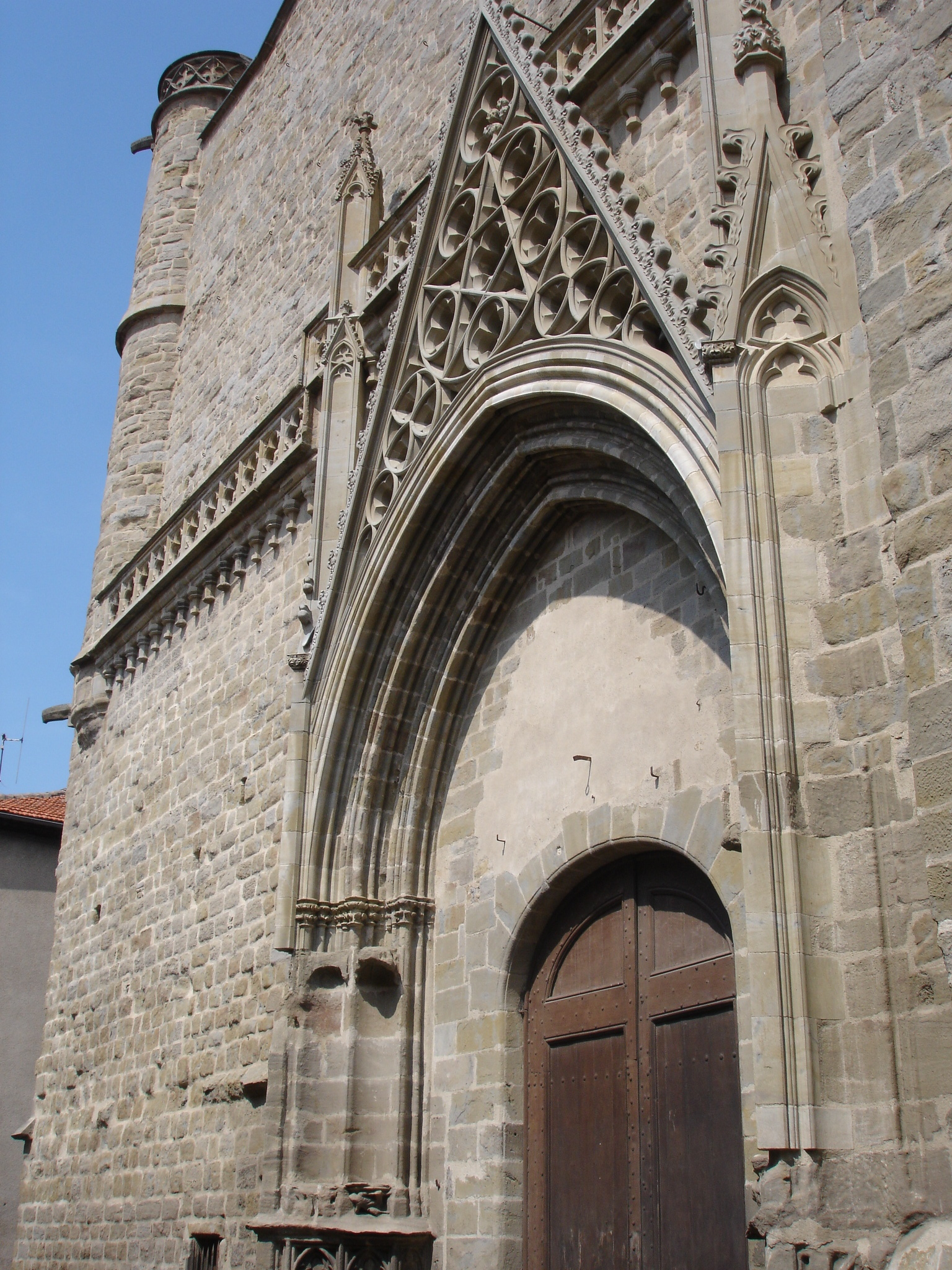
Portal de ponent.

La façana de ponent es va aixecar a la dècada de 1320, així com també el campanar. El portal monumental d'aquesta façana està coronat per un important contorn amb una decoració radiant. Estava adornat amb quatre estàtues de cos sencer coronades per marquesines. Aquestes estàtues són les que es van haver de dipositar al nàrtex de l'església l'any 1956. Representen Sant Vicenç, dos apòstols i Sant Lluís.

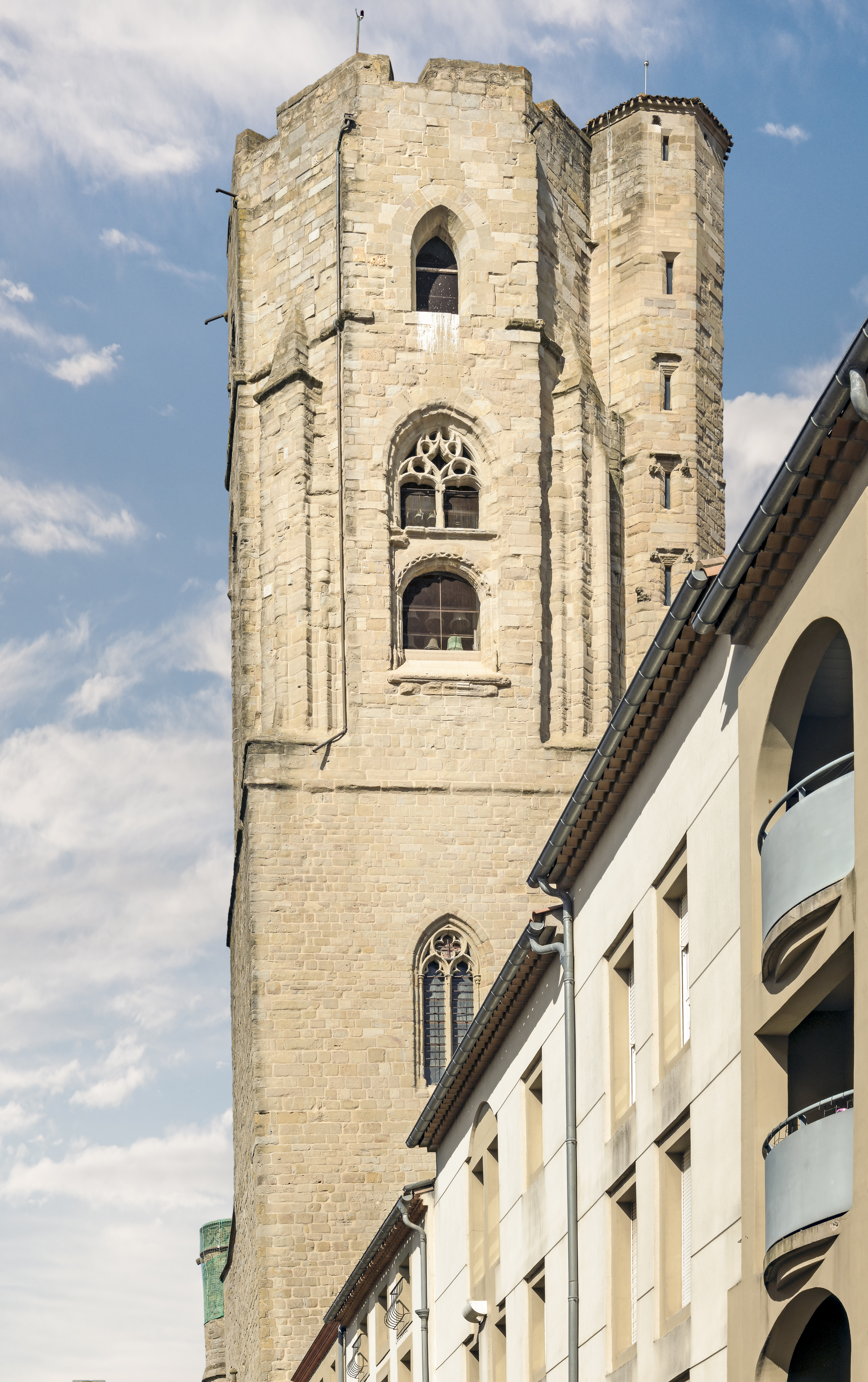
Campanar.

El campanar, octogonal de base quadrada, es va construir en dues fases. La primera correspon al segon quart del segle xiv durant el qual es van construir els dos primers pisos (data de 1327 a la segona sala). Són de planta quadrada mentre que la resta de pisos són de planta octogonal i són de la primera meitat del segle xv, igual que la torre amb mènsules a l'angle nord-est. Fa 54 m d'alçada i s'arriba a dalt per una escala de 232 graons. Ha servit com a talaia en temps de guerra. Va ser des del cim d'aquesta torre que Cassini i els seus fills van crear el seu famós mapa de França que avui porta el seu nom. A més, va servir com a punt geodèsic el 1798 per a Pierre Méchain i Jean-Baptiste Joseph Delambre per determinar la longitud del meridià terrestre.

### Interior

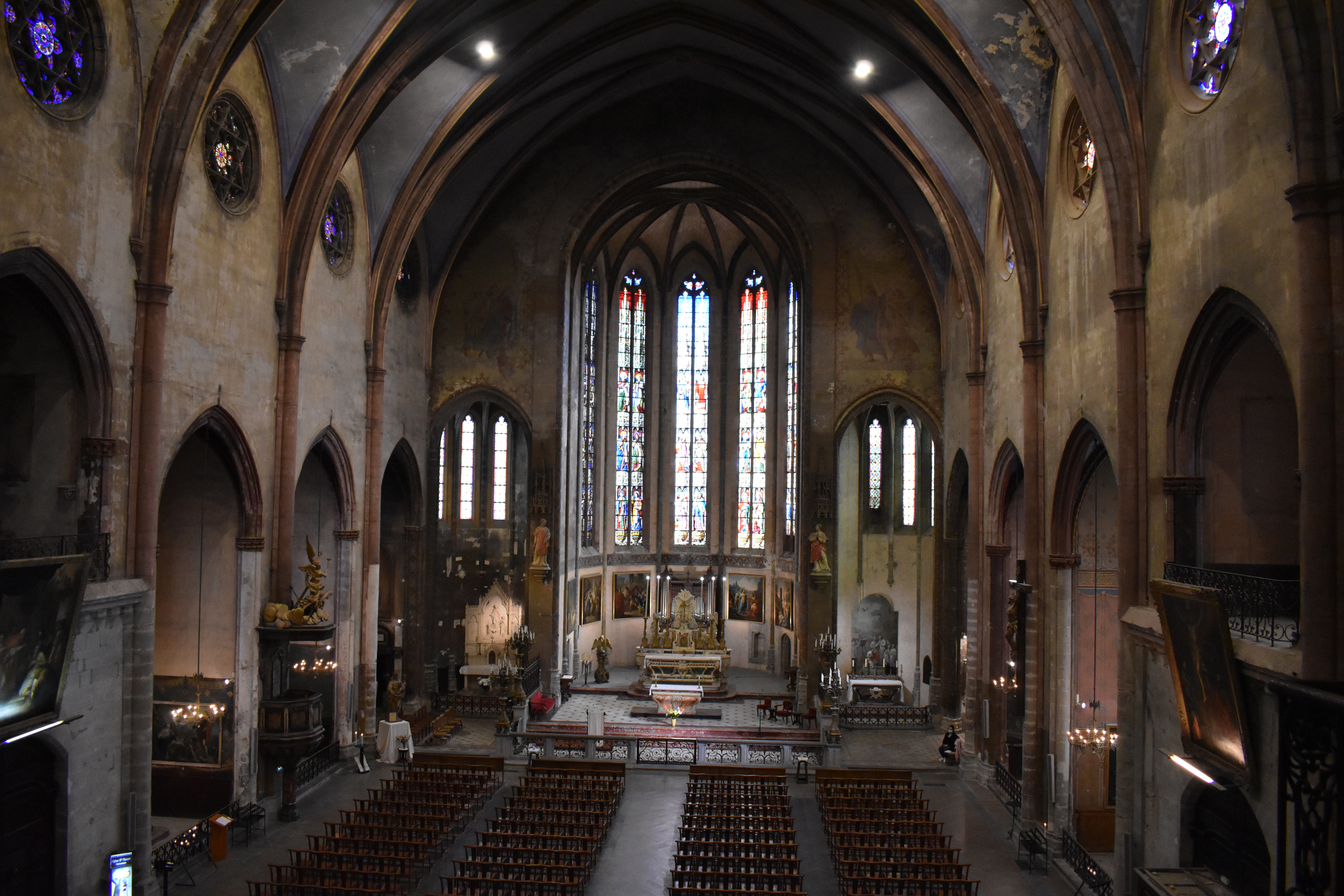
Nau.

Es compon avui d'una sola nau vorejada per sis capelles laterals al nord i set al sud. El seu absis té nou vessants flanquejat per dues absidioles de set vessants. Aquest mateix pla el trobem a la catedral de Sant Miquel. La nau es va construir durant un període de 60 anys. Les quatre primers tramps es van construir a la primera meitat del segle xiv, com podem veure amb les escultures de les claus i dels capitells, mentre que les dues darreres, datades a la segona meitat del segle xiv, ens permeten veure els inicis d'una decoració més extravagant. Les capelles laterals i el cor són de volta originals. La nau, en canvi, estava coberta amb un entramat a vista que es recolzava sobre els arcs diafragmàtics. No va ser fins després de la construcció de la galeria (1737) que es va iniciar la volta de la galeria i després de la nau. Aquestes obres van requerir el tancament de l'església durant un any, el 1753. La capçalera és posterior (segle XV), així com les sagristies, tot i que sempre segueixen la planta original del segle XIV. A l'absis principal, cinc finestres amb traceria flamígera permeten l'entrada de llum.

### Mides principalsː
- Longitud: 62,5 m
- Amplada: 30,5 m
- Longitud de la nau: 37,8 m
- Amplada de la nau: 20,15 m[5]
- Longitud interior total: 56,6 m
- Amplada interior total: 27 m
- Longitud del cor: 10 m
- Amplada del cor: 10 m
- Alçada sota la volta de la nau: 23,5 m[5]
- Alçada de la torre: 54 m
- Nombre de graons de la torre: 232
- Diàmetre de la rosassa de ponent: 4,50 m

La seva nau única amb una amplada de 20,15 metres, només la superen la catedral de Sant Maurici de Mirapeis i la de Santa Maria de Girona. Tot i així cal remarcar que l'amplada de la catedral de Mirapeis és obra d'una restauració de l'any 1860 i que la construcció de la de Girona és del segle xv; així doncs l'església de Sant Vicenç de Carcassina va ser l'església gòtica amb la nau més ampla del món durant un segle.

## Mobiliari
El seu altar major i el púlpit (1773) són de marbre policrom. El faristol monumental i l'estàtua de fusta de Sant Vicenç (segle XVII) provenen del taller de l'escultor Jean-Jacques Melair (1632-1698). Són visibles nou quadres de Jacques Gamelin (1738-1803), entre els quals quatre pintats cap al 1778, que representen La invenció de la Santa Creu. A sobre de la porta nord de l'edifici hi ha l'obra de Pierre Subleyras (1699-1749) La comunió de Sant Jeroni, i sobre l'entrada sud hi ha el quadre Crist a la creu entre la Mare de Déu i Sant Joan, de Nicolas Mignard (1608-1668).
L'església de Sant Vicent conté també dos elements catalogats com a monument històricː l'orgue del 1737 i un carilló de 47 campanes construït el 1773.